# هانز جورج أنشيدت
هانز جورج أنشيدت (بالألمانية: Hans Georg Anscheidt) هو متسابق دراجات نارية ألماني سابق فاز ببطولة العالم للموتو جي بي. نافس في سباقات بطولة العالم لفئة 125 سي سي ولفئة 50 سي سي. كما شارك في كأس جزيرة مان السياحية.

## روابط خارجية
- هانز جورج أنشيدت على موقع MotoGP.com (الإنجليزية)